# رضا اقصی
رضا اقصی (۱۲۸۶–۱۳۷۳) مترجم و فرهنگ‌نویس ایرانی بود. اقصی پس از غلامحسین مصاحب، از سال ۱۳۵۰ سرپرستی دایرةالمعارف فارسی را بر عهده گرفت. او همچنین در دههٔ ۱۳۴۰ سرپرست پروژهٔ ف‍ره‍ن‍گ‍ن‍ام‍ه، نخستین دائرةالمعارف مصور کودکان به زبان فارسی، بود. اقصی عضو هیئت امنای سازمان کتاب‌های درسی وزارت آموزش و پرورش ایران نیز بود. رضا اقصی در سال ۱۳۷۳ در ایالات متحدهٔ آمریکا درگذشت و همان‌جا به خاک سپرده شد.
ترجمه‌های رضا اقصی:
- جرج گاموف، آفرینش جهان، ترجمهٔ رضا اقصی
- پیِر روسو، از اتوم تا ستاره، ترجمهٔ رضا اقصی
- روبر بورو، بی‌سیم، ترجمهٔ رضا اقصی
- پیِِر روسو، تسخیر ستارگان، ترجمهٔ رضا اقصی
- پِیِر گریوه و پیِر هرنگ، تلویزیون، ترجمهٔ رضا اقصی
- لوسیَن رودو، زمین و سرگذشت آن، ترجمهٔ رضا اقصی
- جرج گاموف، سرگذشت فیزیک، ترجمهٔ رضا اقصی
- هارولد یوری و دیگران، سیارهٔ زمین، ترجمهٔ رضا اقصی
- جرج گاموف، سی سالی که زمین را تکان داد، ترجمهٔ رضا اقصی
- ایرا م. فریمن، شگفتی‌های شیمی، ترجمهٔ رضا اقصی
- برتا موریس پارکر، فرهنگنامه، ترجمه و تنظیم و نگارش زیر نظر رضا اقصی و احمد آرام و دیگران
- جرج گاموف، ماده، زمین و آسمان، ترجمهٔ رضا اقصی
- پیِر بیکار، ماوارء صوت، ترجمهٔ رضا اقصی
- فرِد هویل، مرزهای نجوم، ترجمهٔ رضا اقصی
- ژان پلاندینی، موشک‌ها، ترجمهٔ رضا اقصی
- جرج گاموف، نیروی ثقل، ترجمهٔ رضا اقصی